# فيليب شارب (لاعب كرة قدم)
فيليب شارب (بالإنجليزية: Philip Sharp)‏ هو حكم كرة قدم ولاعب كرة قدم بريطاني، ولد في 5 أبريل 1964.